# Adam Graczyk

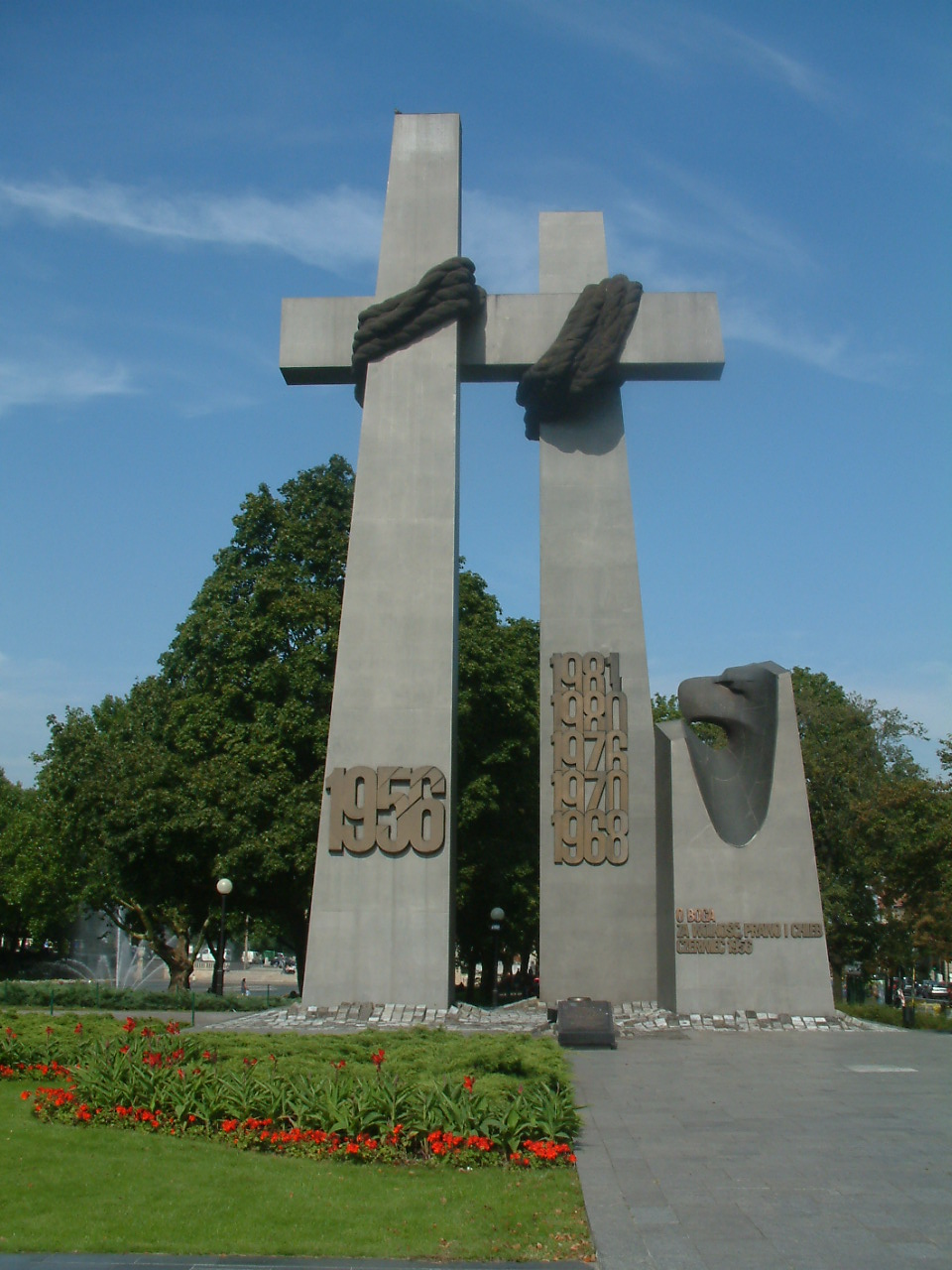
Pomnik Ofiar Czerwca 1956

Adam Graczyk (ur. 1948 w Bydgoszczy) – polski rzeźbiarz.
W 1968 roku rozpoczął studia na wydziale malarstwa, grafiki i rzeźby w Państwowej Wyższej Szkole Sztuk Plastycznych w Poznaniu w pracowniach profesor Olgierda Truszyńskiego i profesor Magdaleny Więcek-Wnuk. Studia ukończył w 1973 roku. Lata siedemdziesiąte to dla artysty udział w licznych wystawach i plenerach. Na plenerze rzeźbiarskim w Głogowie w 1978 roku, projekt rzeźby artysty został nagrodzony i przeznaczony do realizacji. Na plenerze rzeźbiarskim "KONIN-79" otrzymał nagrodę za rzeźbę „Część nadziemna”. W roku 1980 artysta wziął udział w konkursie na projekt Pomnika Poznańskiego Czerwca 1956. Projekt Adama Graczyka został przeznaczony do realizacji.
W następnych latach artysta wykonywał głównie rzeźby monumentalne. Rzeźby o tematyce sakralnej to głównie prace dla Sanktuarium w Licheniu. Z innych realiacji można wymienić dużą kompozycję dla Kędzierzyna oraz pracę o nazwie „W przestrzeni”, która stoi przy trasie wylotowej z Leszna na Głogów.

## Wystawy
- 1970 Rzeczy, myśli, Galeria Akumulatory, Poznań.
- 1974/1975 Tłum alternatywny, ICA Londyn.
- 1975 Wystawa Rzeźby, BWA Bydgoszcz.
- 1976 Źródło, BWA Sopot.
- 1977 Obiekty Uni, BWA Poznań.
- 1980 Zbiory - część naziemna i Projekty rzeźb gigantycznych (skala1:100 000), BWA Poznań